# Тайгему
40°44′50″ пн. ш. 111°28′53″ сх. д. / 40.747181° пн. ш. 111.481324° сх. д.
Тайгему (кит. 台阁牧站, пін. Táigémù Zhàn) — залізнична станція в КНР, розміщена на Цзібаоській залізниці між станціями Хух-Хото і Часуці, початкова станція Хух-Хто-Ордоської залізниці.
Розташована в хошуні Тумед – Лівий стяг міського округу Хух-Хото (автономний район Внутрішня Монголія). Відкрита в 1923 році.